# Вестник на УНСС
Вестникът на УНСС е българско университетско печатно издание. Издава се ежемесечно от Университета за национално и световно стопанство.

## Профил
Изданието е наследник на вестник „Студентска мисъл“, чието издаване започва още през 1920 г., наред с учредяването на Свободния университет (днес УНСС). От 1954 г. носи името „Икономист“, а от няколко години насам се преименува на „Вестник на УНСС“.
В списването на вестника участват студентите от специалност „Медии и журналистика". Печата се в университетското издателство.